# Sarda australis
Sarda australis es una especie de peces de la familia Scombridae en el orden de los Perciformes.

## Morfología
• Los machos pueden llegar alcanzar los 180 cm de longitud total y los 9,4 kg de peso.

## Distribución geográfica
Se encuentra al sudeste de Australia y Nueva Zelanda.